# Ruth Pfau
Ruth Katharina Martha Pfau (Lipsia, 9 settembre 1929 – Karachi, 10 agosto 2017) è stata un medico e religiosa tedesca.
Era una suora della Società delle figlie del Cuore di Maria e dedicò la sua vita a combattere la lebbra in Pakistan. Scrisse anche quattro libri in tedesco sulla sua attività. Considerata eroina della lotta alla lebbra in Pakistan, è stata, inoltre, omaggiata in Pakistan e all'estero con numerosi riconoscimenti, fra cui l'Ordine del Pakistan.
Viene spesso soprannominata la Madre Teresa del Pakistan, avendo contribuito ad aprire 157 cliniche per lebbrosi in tutto il Pakistan e avendo trattato più di 56.780 persone; tali sforzi permisero al Paese di dichiarare nel 1996 che la lebbra poteva essere ritenuta "sotto controllo".

## Biografia
Ruth Katharina Martha Pfau nacque a Lipsia, in Germania, nel 1929, da una coppia di genitori luterani. Il padre era il manager di una casa editrice, e la famiglia era composta di altre quattro sorelle e un fratello. Negli anni della presa al potere del nazismo, avendo solo quattro anni, Pfau ricordò di "uomini che ostentano la "svastica" sulle loro braccia e marciavano al suono dei tamburi", ma in seguito ricordò anche della scomparsa di un suo compagno di classe ebreo, mai più ritornato, e delle voci che circolavano sui campi di concentramento. Il 4 dicembre 1943, durante la seconda guerra mondiale, la loro casa fu distrutta a seguito di un pesante bombardamento. Nel dopoguerra, quando i sovietici occuparono la Germania orientale, scappò nella Germania occidentale con la famiglia e scelse la medicina come futura carriera.
Nel 1949 si recò a Magonza, per studiare medicina presso l'università della città. Durante gli anni di studio fece conoscenza con una donna sopravvissuta ai campi di concentramento nazisti, che aveva deciso di dedicare la propria vita a predicare amore e perdono. Quell'incontro, e la lettura del libro "Il Signore", del teologo Romano Guardini, indussero Pfau a ripensare parte della propria vita. Dopo aver completato gli esami clinici, Pfau si trasferì a Marburgo per proseguire gli studi. Lì fu battezzata come evangelica nel 1951, prima della sua conversione al cattolicesimo nel 1953. Pfau dichiarò di aver imparato il "coraggio di essere umani" da San Tommaso d'Aquino attraverso la scrittura di Josef Pieper. Nel 1955, a Parigi, Pfau entrò nella Società delle figlie del Cuore di Maria, una congregazione di suore dedicata principalmente all'istruzione e all'educazione della gioventù. Il padre non approvò la decisione, mentre la madre la supportò.
Negli anni successivi all'ingresso nella congregazione, compì i suoi primi viaggi in Medio Oriente. Nel 1962, l'ordine decise di inviarla in India, ma a causa di problemi di visto rimase bloccata in Pakistan. Andò quindi a Karachi, nel convento delle suore locali. Dato che l'inglese era la lingua privilegiata nel convento, ma Pfau non era capace di parlarlo molto bene, a differenza del francese, riuscì a legare molto con la consorella Benerice Vargas, una farmacista messicana. Vargas, poche settimane dopo l'arrivo di Pfau a Karachi, le organizzò una visita alla colonia per lebbrosi della città, situata dietro McLeod Road, vicino alla stazione ferroviaria. La colonia era semplicemente una baraccopoli dove la maggior parte dei pazienti affetti dalla malattia erano abbandonati dai propri cari. Lì decise che la sua vita sarebbe stata dedicata alla cura dei malati di lebbra. Venne quindi fondato il Centro di lebbra Marie Adelaide - che è stato successivamente esteso per realizzare programmi di prevenzione della tubercolosi e della cecità e venne avviato un programma di lavoro sociale per i malati e le loro famiglie.  Nell'aprile del 1963 fu acquistata una clinica per i lebbrosi e arrivarono malati da ogni parte di Karachi, Pakistan e persino dall'Afghanistan per ricevere cure. Grazie agli studi in medicina fu in grado di formare professionalmente dottori pachistani, e riuscì ad ottenere molte donazioni straniere per i suoi centri.
Nel 1979 è stata nominata Consigliere federale in Lebbra per il Ministero della sanità e del benessere sociale del governo del Pakistan. Si recò quindi a visitare aree remote del Pakistan dove non c'erano strutture per il trattamento dei pazienti affetti da lebbra.  Ha realizzato raccolte fondi per Germania e Pakistan collaborando con gli ospedali di Rawalpindi e Karachi.  In riconoscimento dei suoi servizi, le fu concessa la nazionalità pakistana nel 1988.
Grazie ai suoi continui sforzi, nel 1996, l'Organizzazione Mondiale della Sanità dichiarò il Pakistan come uno dei primi paesi in Asia a controllare la lebbra.
Nel 2010 offrì aiutò anche le vittime delle devastanti inondazioni nel sud ovest del Paese.
Pfau morì il 10 agosto 2017, dopo essere stata ricoverata in un ospedale di Karachi per problemi respiratori. Il Pakistan le dedicò funerali di stato, con una cerimonia tenutasi nella Cattedrale di San Patrizio di Karachi. La donna è stata nel cimitero cristiano di Gora Qabristan.